# Krapinske Toplice
Krapinske Toplice (deutsch Krapina-Töplitz) ist ein Ort mit Thermalquellen nahe der Stadt Krapina im Nordwesten Kroatiens.

## Lage
Krapinske Toplice ist 40 km von Zagreb entfernt und liegt auf 160 m. i. J..

## Geschichte
Die Thermalquelle wird in der Literatur erstmals im Jahr 1773 von H. J. Crantz erwähnt. Zu jener Zeit wurde auch das erste Bad erbaut.

## Allgemeines
Die Wassertemperatur an den insgesamt vier Quellen beträgt zwischen 39 und 41 °C.
Das Wasser ist besonders reich an Calcium und Magnesium.